# The March of the Women

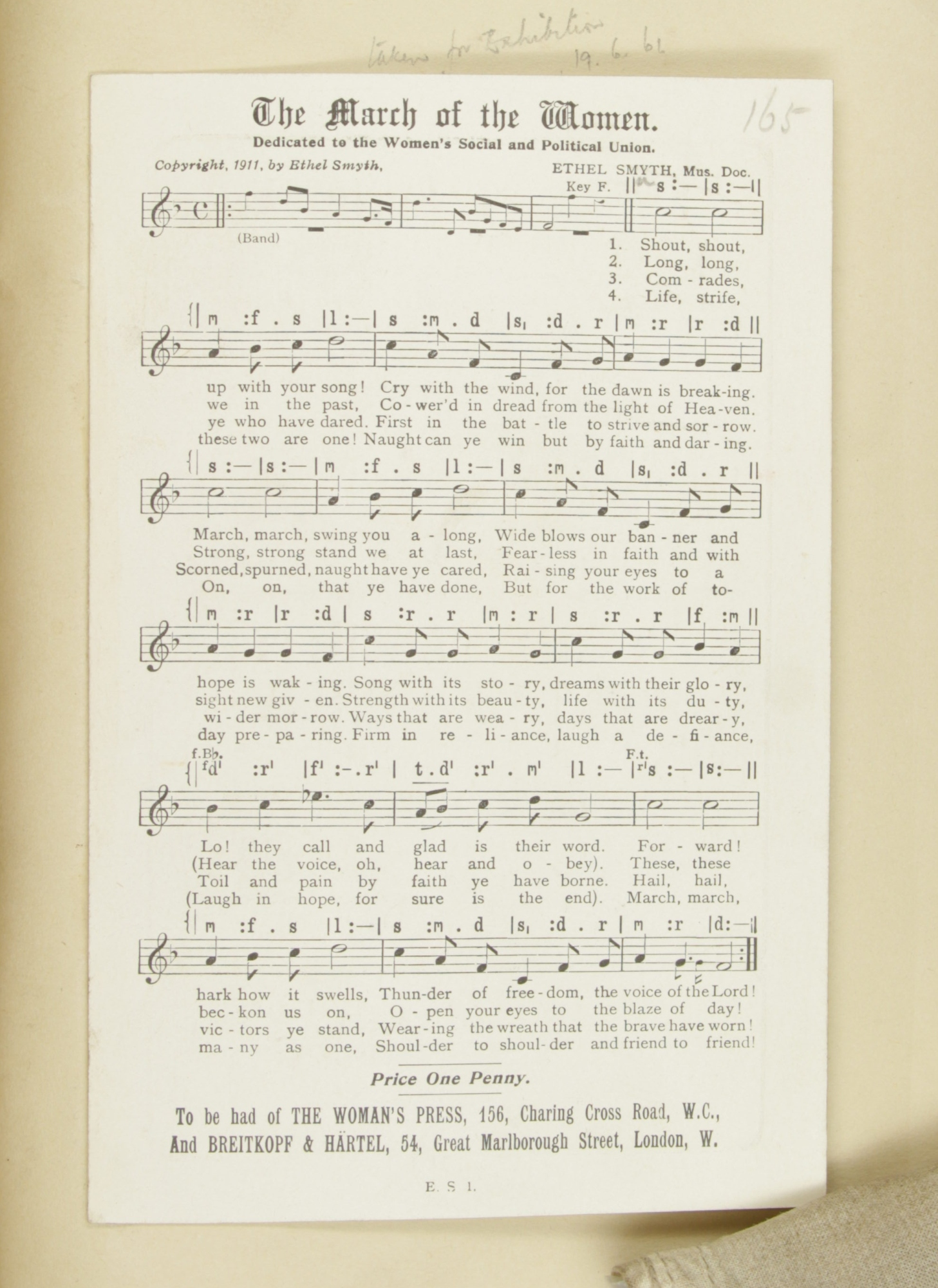
Ethel Smyths "March of the Women"

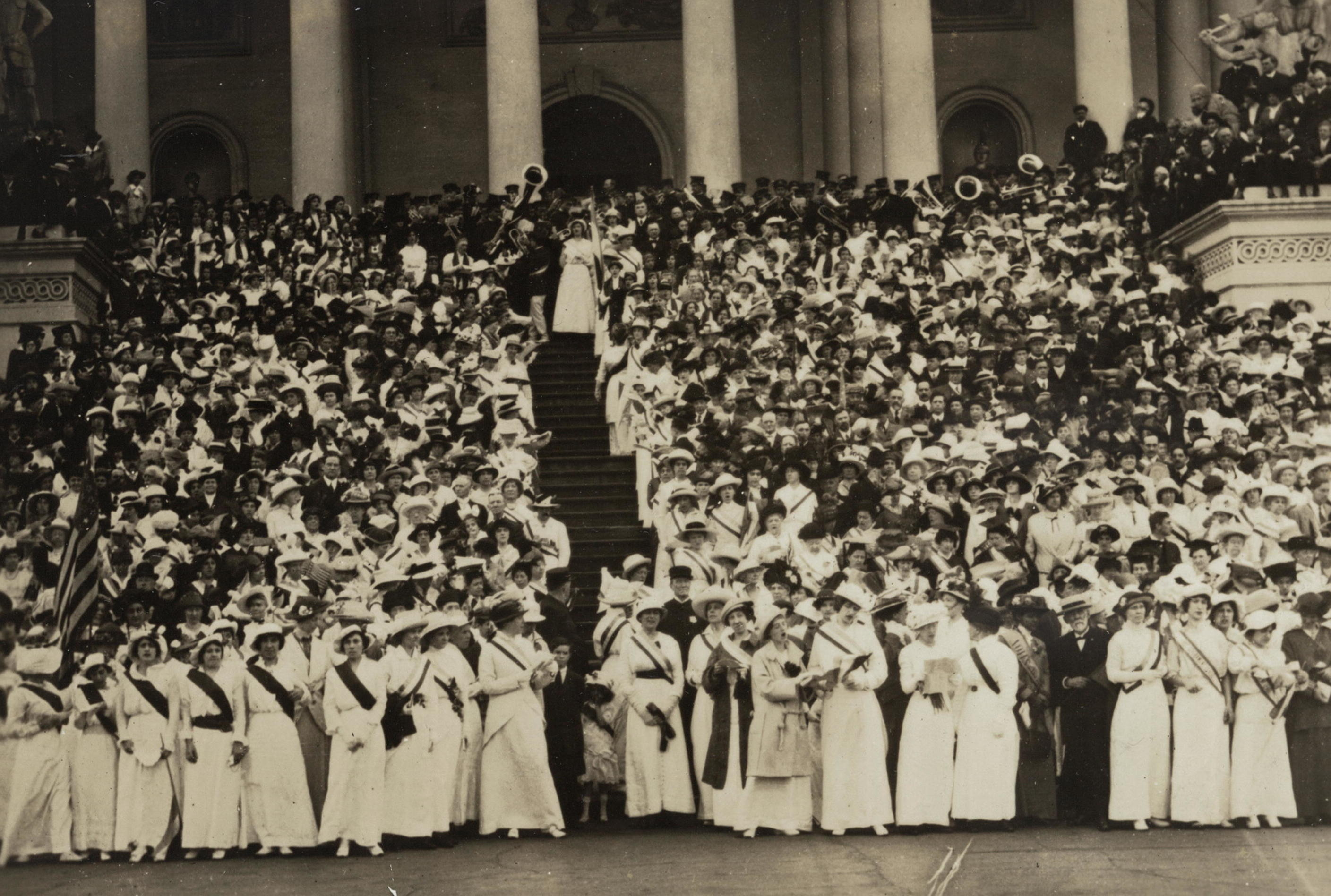
Deltagare av Congressional Union for Woman Suffrage på trappan till Kapitolium den 9 maj 1914. De i främre raden sjunger "The March of the Women".

"The March of the Women" är en sång komponerad av Ethel Smyth 1910 till text av Cicely Hamilton. Den blev Women's Social and Political Unions (WSPU) officiella lovsång och mer allmänt hela sufragettrörelsens signatursång över hela Storbritannien och annorstädes. Aktivister sjöng den inte bara vid möten men även i fängelse när de bedrev hungerstrejk. Smyth gjorde ett flertal olika arrangemang av verket.

## Komposition
Ethel Smyth komponerade sången 1910 som en unison sång med valfritt valfritt pianoackompanjemang till text av Cicely Hamilton. Smyth byggde sången på en traditionella melodin som hon hade hört i Abruzzo i Italien. Hon tillägnade sången WSPU. I januari 1911 beskrev WSPUs tidning Votes for Women sången som "en omedelbar hymn och ett rop till strid".

## Framföranden
"The March of the Women" framfördes första gången den 21 januari 1911 av "The Suffrage Choir" vid en ceremoni på Pall Mall, London för att fira frigivandet av aktivister från fängelse. Emmeline Pankhurst introducerade sången som WSPUs officiella hymn och ersatte "The Women's Marseillaise". Orden till den senare sången var skrivna av WSPU-aktivisten Florence Macaulay till tonerna av Marseljäsen.
Den 23 mars 1911 framfördes sången vid ett möte i Royal Albert Hall. Smyth fick högtidligt motta en dirigentpinne av Emmeline Pankhurst och fortsatte därefter att dirigera hela församlingen när de sjöng den. Smyth var aktiv när det gällde att bidra till att sången framfördes på WSPUs möten. Den kom att bli suffragettrörelsens hymn över hela Storbritannien.
Ett berömt framförande ägde rum 1912 i Holloway-fängelset där många kvinnoaktivister satt fängslade efter att ha deltagit i fönsterkrossning. Smyth hade deltagit och krossat fönster hos Lewis Harcourt, statssekreteraren för kolonierna. Dirigenten Thomas Beecham besökte Smyth i fängelset och rapporterade att han fann aktivister på fånggården "... marscherande runt och sjöng lustfyllt sin krigssång medan kompositören, strålande av bifall från ett fönster, slog takten med en närmast rusig iver med hjälp av en tandborste."
Under sin fängelsevistelse i april 1913 påbörjade Emmeline Pankhurst en hungerstrejk, som hon inte förväntade att överleva. Hon sa till Smyth att på nätterna brukade hon svagt sjunga "The March of the Women" och en annan av Smyths kompositioner, "Laggard Dawn".

## Arrangemang

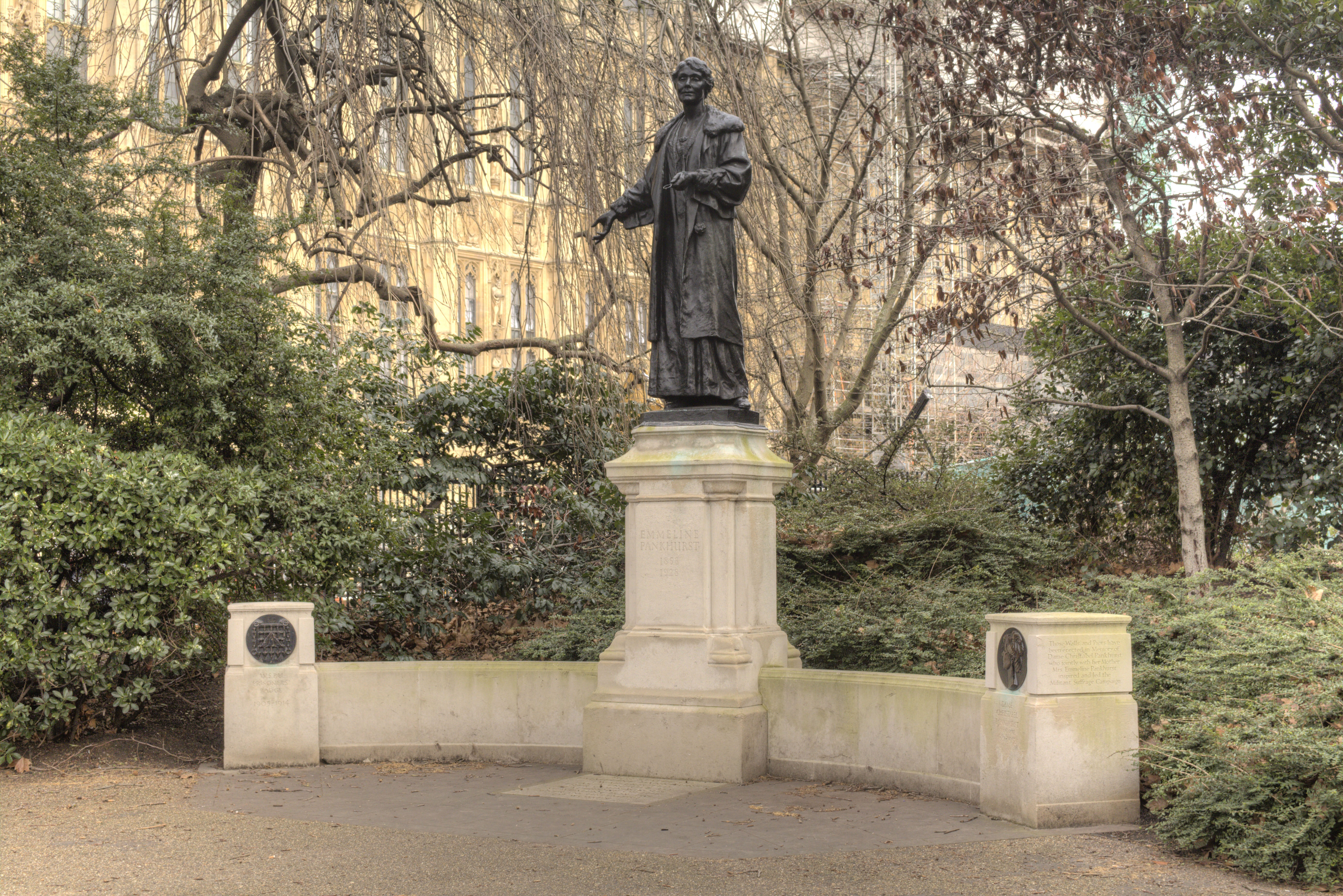
Statyn av Emmeline Pankhurst, numera Pankhurst Memorial, avtäckt 1930 medan Smyth dirigerade "The March of the Women"

Smyth arrangerade verket flera gånger. En version för kör och valfri orkester ingick i Songs of Sunrise,  en samling bestående av tre sånger som hade premiär den 1 april 1911 i Queen's Hall i London. De andra två sångerna i samlingen var "Laggard Dawn" och "1910". Ett arrangemang av "The March of the Women" för solopiano förekom 1914 i King Alberts Book, en välgörenhetsbok för belgisk hjälpverksamhet. Den 6 mars 1930 dirigerade Smyth en version av marschen för militärorkester vid avtäckandet av Emmeline and Christabel Pankhurst Memorial i Victoria Tower Gardens. Vid ceremonin närvarade Stanley Baldwin och musiken framfördes av Metropolitan Police.
Melodin till "The March of the Women" förekommer även i ouvertyren till Smyths opera The Boatswain's Mate.